# Arbeitsgemeinschaft Media-Analyse

Das Logo der AGMA seit Januar 2012

Die Arbeitsgemeinschaft Media-Analyse (kurz AGMA, Eigenschreibweise agma, bis 10. Januar 2012 ag.ma) ist ein Verein mit Sitz in Frankfurt am Main, der am 12. Januar 1954 als Arbeitsgemeinschaft Leser-Analyse zum Zweck der gemeinsamen, verlags- und senderübergreifenden Durchführung der Leseranalyse – heute Media-Analyse – für die werbungtreibende Wirtschaft gegründet wurde.  Zunächst wurden nur Reichweitenanalysen für Zeitungen und Zeitschriften durchgeführt. Wegen des Aufkommens des neuen Mediums Fernsehen wurde die Gemeinschaft 1971 umbenannt. Mittlerweile wurde die Nutzeranalyse auf das Fernsehen, den Hörfunk, das Kino, Plakate, sowie Onlinemedien ausgeweitet.
Mitglieder der AGMA sind Werbungtreibende (z. B. Markenartikler), Agenturen, Verlage, Radio- und Fernsehsender sowie Internetunternehmen, die Interesse an der Analyse des Mediennutzungsverhaltens verschiedener Zielgruppen haben.

Das Logo der AGMA bis Januar 2012

Durch die Analyse können Werbeleistungen, innerhalb eines Mediums oder zwischen verschiedenen Medien verglichen werden.
Die AGMA erforscht anhand von Reichweitenanalysen wie Verbraucher die gesamte Palette der Mediengattungen nutzen. Hierfür führt sie Untersuchungen, nach soziodemografischen Merkmalen, mit teilweise mehr als 50.000 Verbraucherbefragungen durch. Somit wird die Nutzung der messbaren Werbeträger erhoben. Zunächst wurden diese Umfragen alle zwei Jahre durchgeführt, seit 1960 jährlich. In der Media-Analyse (kurz: MA) werden sie veröffentlicht.
Nur die mittlerweile über 250 Mitglieder der ag.ma, die gemeinsam die aufwändigen Untersuchungen finanzieren, bekommen dieses umfangreiche Datenmaterial ohne zusätzliche Kosten zur Verfügung gestellt. Werbekunden können diese Daten in der Regel nutzen, indem sie Anfragen der Art „Welche Medien nutzt meine Zielgruppe Hausbesitzer in der Region Norddeutschland?“ an ihre Werbeagentur richten, da viele der großen Agenturen Mitglieder der ag.ma sind. Die Anzeigentarife – etwa in Zeitschriften – werden zum Teil ebenfalls auf der Grundlage der MA-Daten erstellt.
Daher können die Ergebnisse bei der MA-Befragung von erheblicher Bedeutung für den Werbeplatz-Verkauf sein.
Das Medienmagazin DWDL.de zweifelte 2017 die von der AGMA errechnetem Reichweiten verschiedener Printmagazine an. Der Verein gehe von einer stabilen Anzahl von Zeitschriftennutzern aus, obwohl die verkaufte Auflage von Printmedien nach der Informationsgemeinschaft zur Feststellung der Verbreitung von Werbeträgern stetig sinke. So habe die AGMA für das Magazin Sterns 7,16 Millionen Leser ermittelt, während der IVW auf eine Verkaufszahl von 650.000 Exemplaren komme.